# Tomislav Ivković
Tomislav Ivković (ur. 11 sierpnia 1960 w Zagrzebiu) – chorwacki trener piłkarski i piłkarz grający na pozycji bramkarza. Trzydziestoośmiokrotny reprezentant Jugosławii, w latach 1983–1991.

## Kariera
Urodził się w Zagrzebiu i tu zaczął swoją karierę w klubie Dinamo Zagrzeb w roku 1978. W roku 1982 przeszedł do zespołu Cibalii Vinkovci, ale grał tam tylko rok i w 1983 przeszedł do zespołu FK Crvena Zvezda Belgrad. W 1985 przeszedł do swojego pierwszego zagranicznego klubu, którym był austriacki Tirol Innsbruck, gdzie grał do roku 1988. Po krótkich epizodach w Wiener SC i Racingu Genk, przeszedł do portugalskiego klubu Sporting CP w 1989 i grał tam aż do końca roku 1992. Swoją grę w Portugalii kontynuował w G.D. Estoril-Praia, Vitórii Setúbal i CF Os Belenenses. Następnie grał w hiszpańskiej Salamance, a w 1997 roku wrócił do Portugalii, do Estreli Amadora, gdzie rok później zakończył karierę.
W reprezentacji Jugosławii, uczestniczył w Euro 1984 we Francji i wywalczył wraz z drużyną brązowy medal na igrzyskach w Los Angeles i doszedł z drużyną do ćwierćfinałów Mistrzostw Świata 1990 we Włoszech, gdzie Jugosłowianie przegrali z Argentyną w rzutach karnych i gdzie Ivković został zapamiętany z obrony uderzenia Diego Maradony.
Od 2011 do 2015, a następnie w 2016 był trenerem zespołu NK Lokomotiva. Potem prowadził drużyny Al-Faisaly Harma, NK Slaven Belupo oraz NK Rudeš.
Zaangażował się także w chorwacką i węgierską kampanię na rzecz przyznania tym krajom prawa organizacji Mistrzostw Europy w 2012.